# Eusceptis incomptilinea
Eusceptis incomptilinea là một loài bướm đêm trong họ Noctuidae.